# Plavecký Štvrtok
Plavecký Štvrtok este o comună din Slovacia aflatâ în districtul Malacky, regiunea Bratislava. Localitatea se află la altitudinea de 153 m deasupra n.m., se întinde pe o suprafață de 24,18 km2 și în 2017 număra 2.372 de locuitori.

## Istoric
Plavecký Štvrtok este atestată documentar din 1206.

## Demografie
| An:                | 1994 | 2004    | 2014   | 2024    |
| ------------------ | ---- | ------- | ------ | ------- |
| Număr de persoane: | 1945 | 2296    | 2353   | 2609    |
| Diferență:         |      | +18,04% | +2,48% | +10,87% |

| An:                | 2023 | 2024   |
| ------------------ | ---- | ------ |
| Număr de persoane: | 2619 | 2609   |
| Diferență:         |      | −0,38% |